# Acontius stercoricola
Espèce
Synonymes
- Aporoptychus stercoricola Denis, 1955

Acontius stercoricola est une espèce d'araignées mygalomorphes de la famille des Cyrtaucheniidae.

## Distribution
Cette espèce est endémique de Guinée.

## Publication originale
- Denis, 1955 : Speologica africana: quelques araignées cavernicoles de Guinée française. Bulletin de l'Institut Français d'Afrique Noire, sér. A, vol. 17, p. 1024-1033.